# بانک توسعه تعاون
بانک توسعهٔ تعاون یکی از بانک‌های دولتی ایران و زیرمجموعهٔ وزارت تعاون، کار و رفاه اجتماعی است. این بانک در سال ۱۳۸۸ از صندوق تعاون کشور به بانک توسعه تعاون تبدیل شد. ستاد و واحدهای ستادی بانک در تهران قرار دارند و مدیریت شعب آن در مراکز استانها و شعب آن در تهران و دیگر شهرهای ایران پراکنده‌اند. این بانک در تاریخ ۸ اکتبر ۲۰۲۰ توسط وزارت خزانه‌داری آمریکا تحریم شد.

## تاریخچه و نحوهٔ تشکیل بانک توسعهٔ تعاون
در راستای اجرای اصل ۴۴ قانون اساسی در تاریخ ۱۵ مرداد سال ۱۳۸۸ صندوق تعاون کشور که از سال ۱۳۶۹ تشکیل گردیده بود، با سرمایهٔ اولیهٔ ۵۰۰ میلیارد تومان به بانک توسعهٔ تعاون تغییر نام داد.
با توجه به وجود شعب فراوان در شهرهای کوچک و تعداد کم شعب در شهرهای بزرگ و عدم وجود ساختمان سرپرستی در مراکز استان‌ها، ایجاد سرپرستی در مراکز استان‌ها و خرید یا اجارهٔ شعب در شهرهای بزرگ در اولویت قرار گرفت. در سال ۱۳۹۱ به منظور توسعهٔ فعالیت‌های خود مجوز استخدام کارمند نو را از معاونت وقت برنامه و بودجهٔ ریاست‌جمهوری اخذ و سپس حدود ۱٬۰۰۰ نفر در سال ۱۳۹۲ به استخدام این بانک درآمدند.
در حال حاضر بانک با 3765 نفر کارمند در448 شعبه در سراسر کشور مشغول فعالیت است.
اشتغال‌زایی، تمرکز تسهیلات‌دهی به تعاونی‌ها و تقویت این بخش را از رویکردهای اصلی این بانک است.
بانک توسعهٔ تعاون به عنوان بانک دولتی که بر اساس اصل ۴۴ قانون اساسی دولت موظف به ایجاد آن شد، با دارا بودن ساختاری مانند سایر بانکها، خدمات‌دهی خود را در تعاونی‌ها متمرکز می‌کند.
این بانک با سایر بانک‌های خصوصی کشور که به صورت سرمایه‌ای و تجاری هستند تفاوت دارد چون یک بانک تجاری بیشتر به دنبال کسب سود و پرداخت تسهیلات با تضمین بازپرداخت بالاتر است ولی این یک بانک توسعه‌ای می‌باشد؛ یعنی مطابق اساسنامه حداقل ۷۰ درصد فعالیت‌های بانک توسعه تعاون می‌بایست در حوزهٔ تعاون و توسعهٔ شرکت‌های تعاونی باشد. با این حال در سالهای اخیر و بر خلاف اساسنامه، این بانک از حالت توسعه‌ای خارج شده و اقدام به پرداخت تسهیلات با نرخ سود بالا نموده‌است.
دولت در تلاش است تا از طریق ایجاد یک فرایند منظم و تقویت ایده‌های مردم، جریان اشتغال‌زایی را مورد حمایت قرار دهد و این کار را از طریق توانمندسازی مردم دنبال می‌کند.
اصل ۴۴ قانون اساسی بر لزوم تقویت و حمایت از جوانان در قالب فعالیت‌های تعاونی تأکید دارد و امید است بانک توسعهٔ تعاون موانع تسهیلات‌دهی به تعاونی‌ها را رفع کند.
اعضای هیئت‌مدیرهٔ بانک:
- امیرهوشنگ عصارزاده بعنوان مدیرعامل
- نعمت‌الله رضایی به عنوان رئیس هیئت‌مدیره، محمدجعفر ایرانی به عنوان عضو هیئت مدیره ، حمیدرضا البرزی به عنوان عضو هیئت‌مدیره ، سیدباقر فتاحی به عنوان عضو هیئت‌مدیره[۷]

### تحریم
بانک توسعهٔ تعاون در تاریخ ۸ اکتبر ۲۰۲۰ به‌دلیل حمایت جمهوری اسلامی از یمن و برنامهٔ صلح آمیز هسته‌ای توسط وزارت خزانه‌داری آمریکا تحریم شد و در فهرست سیاه این وزارتخانه قرار گرفت.

## شعبه‌ها
بانک توسعه تعاون 448 شعبه شعب در شهرهای مختلف ایران دارد.